# Marlies Bensdorp
Marlies Bensdorp (ur. 5 sierpnia 1985 w Maarssen) – holenderska szachistka, mistrzyni międzynarodowa od 2004 roku.

## Kariera szachowa
Była wielokrotną medalistką mistrzostw Holandii juniorek w różnych kategoriach wiekowych, m.in. trzykrotnie złotą w latach 2000 i 2001 (w obu przypadkach w kategorii do 16 lat) oraz 2002 (do 20 lat). Była również czterokrotną uczestniczką mistrzostw Europy juniorek (1999–2002) oraz trzykrotną – mistrzostw świata juniorek (2001–2005).
W 2002 r. zajęła IV m. w finale indywidualnych mistrzostw Holandii. Wkrótce awansowała do ścisłej krajowej czołówki, w kolejnych latach w finałowych turniejach zdobywając trzy medale: dwa srebrne (2005, 2009) oraz brązowy (2007). W latach 2007 i 2009 reprezentowała narodowe barwy na drużynowych mistrzostwach Europy, natomiast w 2008 i 2010 – na szachowych olimpiadach.
Najwyższy ranking w karierze osiągnęła 1 lipca 2009 r., z wynikiem 2334 punktów zajmowała wówczas 4. miejsce wśród holenderskich szachistek.